# Минидока
Минидока (на английски: Minidoka) е град в окръг Минидока, щата Айдахо, САЩ. Минидока е с население от 129 жители (2000) и обща площ от 0,2 km². Намира се на 1305 m надморска височина. ЗИП кодът му е 83343, а телефонният му код е 208.